# Nouveau Dictionnaire de biographie alsacienne
Il Nouveau Dictionnaire de biographie alsacienne è un'opera redatta fra il 1982 e il 2003 dalla Federazione delle Società Storiche e Archeologiche dell'Alsazia, durante la presidenza di Charles Baechler e di Jean-Pierre Kintz e con la supervisione iniziale di Bernard Vogler.

## Storia editoriale
Il dizionario presentava più di 14 000 biografie in 5 000 pagine, selezionate in accordo con i criteri espressi nella rivista Revue d'Alsace  del 1982 fra eminenti personalità storiche native dell'Alsazia, che avessero ricoperto un ruolo di rilevanza enciclopedica almeno 20 anni prima dell'introduzione della relativa voce. 
Alla sua redazione collaborarono redatte 40 volontari e più di 1 500 studiosi, fra i quali: Georges Bischoff , Adrien Finck , François Igersheim , Alphonse Irjud , Marc Lienhard , Georges Livet , Claude Muller , Freddy Raphael , Francis Rapp , Roland Recht, Jean Rott, Louis Schlaefli, Leon Strauss, Bernard Vogler e Robert Weyl.
L'opera integrale constava di 41 parti (volumi) per il dizionario vero e proprio, comprensivi di ulteriori 6 volumi di tavole illustrate e di un indice generale, a partire dal 2007..

## Diffusione
L'NDBA è diventato una risorsa di riferimento a livello internazionale, in particolare modo per i ricercatori di lingua germanica e del mondo anglosassone. Grazie al supporto delle autorità locali, è stato ampiamente diffuso nelle biblioteche delle istituzioni scolastiche alsaziane. 
L'opera è stata digitalizzata e, in tale ottica, le nuove voci vengono pubblicate direttamente sul sito NetDBA. Al 28 giugno 2018, gli utenti Internet avevano la possibilità di consultare in modalità open access più di 2.700 voci digitalizzate.